# Cecilia Storck Botez
Cecilia Storck Botez (n. 4 iulie 1914, București, România – d. 30 noiembrie 1998, Paris, Franța), cunoscută și sub numele Lita Botez sau Cecilia Frederica Storck Botez, a fost o pictoriță și ceramistă română.
A fost fiica cunoscutei pictorițe Cecilia Cuțescu-Storck și a sculptorului Frederic Storck. A avut o soră pe nume Gabriela Florica Storck, arhitectă și un frate, din prima căsătorie a mamei, cunoscut sub numele de Romeo Storck, pictor.

## Biografie
A absolvit Academia de Arte Frumoase din București.
A avut doi fii pe nume Alvaro Mircea Botez, sculptor și ceramist și Alexandru Botez, arhitect.

## Activitate
În perioada celui de-al Doilea Război Mondial a fost asistenta lui Mircea Eliade la Lisabona, unde acesta era atașat cultural în cadrul Legației Române de la Lisabona. 
În 1982 s-a mutat definitiv la Paris.
A participat la expoziții în România, Franța, Elveția, Cehoslovacia, Germania, Turcia, Japonia.
A fost Membru al Academiei Internaționale de Ceramică de la Geneva.

## Distincții
- 1967 - Medalia de Aur la Expoziția Artelor Decorative de la München
- 1968 - Distinsă cu Ordinul Muncii clasa a III-a - Premiul Național pentru Artă, București
- 1968 – Ordinul „Meritul Cultural” clasa a III-a „pentru activitate deosebită în domeniul artelor plastice”[8]